# Білий гриб березовий
Бі́лий гриб бере́зовий (Boletus betulicola) — вид базидіомікотових грибів родини болетові (Boletaceae), іноді розглядається як підвид звичайного білого гриба —Boletus edulis f.betulicola.

## Опис
Шапинка діаметром до 25 см, у молодому віці подушкоподібна, з віком стає плоскішою, світло-коричневого кольору, іноді трохи оксамитова. Нижній шар шапинки трубчастий, у молодому віці білого кольору, потім жовто-зеленуватого. М'якоть щільна, біла, міцна, з приємним грибним ароматом і смаком, колір на зламі не змінює, при обробці не темніє. Ніжка до 20 см завдовжки, до низу товстішає, з малопомітним білим малюнком, щільна, гладка, зазвичай до 4 см завтовшки, але трапляються екземпляри з більшими розмірами. Дуже часто гриб буває вражений личинками комах.

## Поширення
Гриб зустрічається у помірній зоні Північної Європи (Франція, Швеція, Фінляндія, Європейська частина Росії) та в Сибіру.

## Місця проживання
Улюблені місця проживання білого гриба — світлі березові ліси з домішкою ялини або сосни, любить цей гриб ховатися в осоці, за невеликими горбками і в старих бліндажах. Перші гриби з'являються в середині літа і продовжують зростання до пізньої осені. Гриби останнього покоління найбільш чисті й міцні.

## Використання
Їстівний гриб, що цінується, як і білий гриб.